# Setmana Santa a Benetússer
La Setmana Santa de Benetússer (País Valencià) és una de les primeres en què es va decidir realitzar una representació de les escenes sacres en els entorns del municipi, de la qual cosa destaca que és l'única població en què s'integren les processons i la representació d'escenes bíbliques.

## Història
La Setmana Santa naix a Benetússer l'any 1949 per l'impuls del rector Eduardo Ballester. En aquest mateix any, després de demanar col·laboració a la junta directiva de la Llar del Productor, a la Comissió Fallera i a particulars, es va processionar al Crist Jacent. Després de la processó es van comprometre a fundar les primeres agrupacions, que ho van fer un any més tard (1950) i van donar lloc a la Confraria del Sant Davallament, la Confraria del Sant Sepulcre i l'Agrupació Cultural La Passió. Des de l'any 2010 la Setmana Santa de Benetússer està declarada d'Interés Turístic Provincial.

## Agrupació Cultural La Passió
L'any 1949, un grup d'amics, aconsellats pel rector del poble, van iniciar l'escenificació d'una de les estampes més emotives de la Passió de Jesús: el davallament.
A partir d'ací, el xicotet grup va créixer en membres i en passatges d'aquesta part de la vida del Natzaré. L'any 1995, pren el caràcter d'Agrupació sota el nom d'Agrupació Cultural La Passió de Benetússer; encara que al poble és coneguda només amb l'apel·latiu de la Passió.
Des d'aquell primer passatge representat, l'agrupació ha crescut cada any, fins que el 2015, es va culminar La Passió i Resurrecció de Crist de forma íntegra.
Durant aquests anys, cada Setmana Santa, Benetússer transforma els seus carrers en una Jerusalem de principis de la nostra era; on el Carrer Major és la Via Dolorosa, en la qual els crits ofegats de veïns i visitants acompanyen la flagel·lació i les caigudes de Jesús; a la Plaça de l'Ajuntament s'erigeix el Pretori, on també Pilat condemna el Natzaré; i a la Plaça de l'Església s'alça el Gòlgota, on té lloc la mort de Crist; a escassos metres d'on compartira l'últim sopar al costat dels seus deixebles.
Aquesta Agrupació, que compta amb prop d'un centenar d'associats, ha aconseguit per al poble de Benetússer, que la festivitat de Setmana Santa tinga caràcter d'interés turístic.

## Confraries[6]
- Germandat Sant Sepulcre, fundada el 1950. Túnica negra, amb rematades en blanc, capirot blanc i un altre negre per a la processó del sant enterrament, i capa granada.
- Sant Davallament, fundada el 1950. Túnica blanca, amb rematades en lila, i capirot i capa lila.
- Santíssim Crist de la Misericòrdia, fundada el 1951. Túnica roja, amb rematades en blanc, capirot negre i capa blanca.
- Jesús el Natzaré, fundada el 1951. Capirot i túnica porpra, amb rematades en groc, i capa groga.
- Mare de Déu dels Dolors. Vestides de mantellina, ja que és el vestit que vesteixen les dones, vespra de la mort del Senyor i així honrar la seua figura. És un vestit de dol per la mort de Crist.
- Granaders de la Mare de Déu, confraria que desfila amb el vestit de soldat napoleònic. Va desaparéixer en la segona meitat del segle XX i al començament del segle XXI es va refundar.
- Sant Calze, la qual va desaparéixer l'any 1976 i es va refundar el 2015.[7]
- La Santíssima Vera Creu, fundada l'any 2014, encara que no va començar a processionar fins al 2016.[8]

Confraries
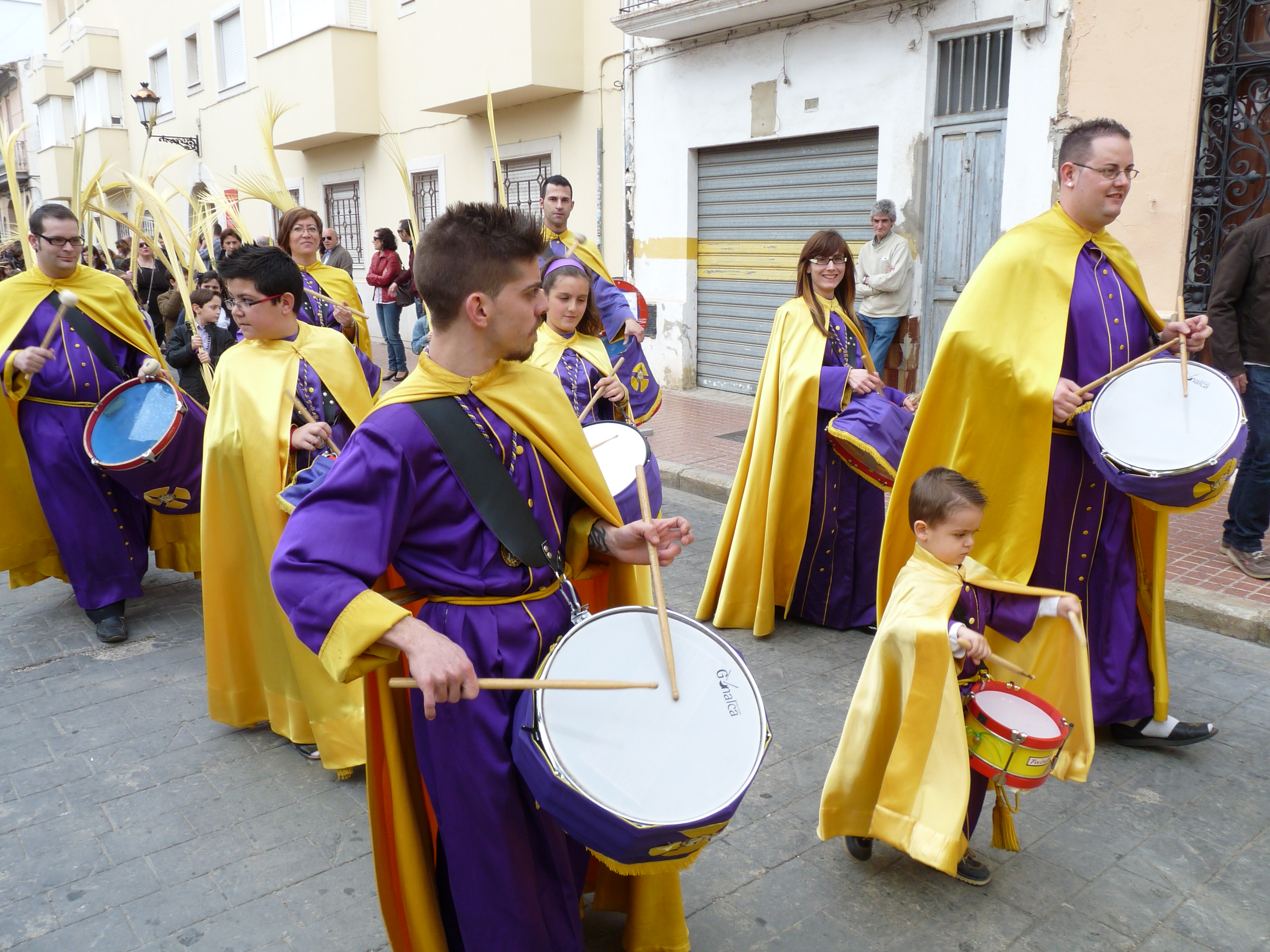
Jesús Natzaré.
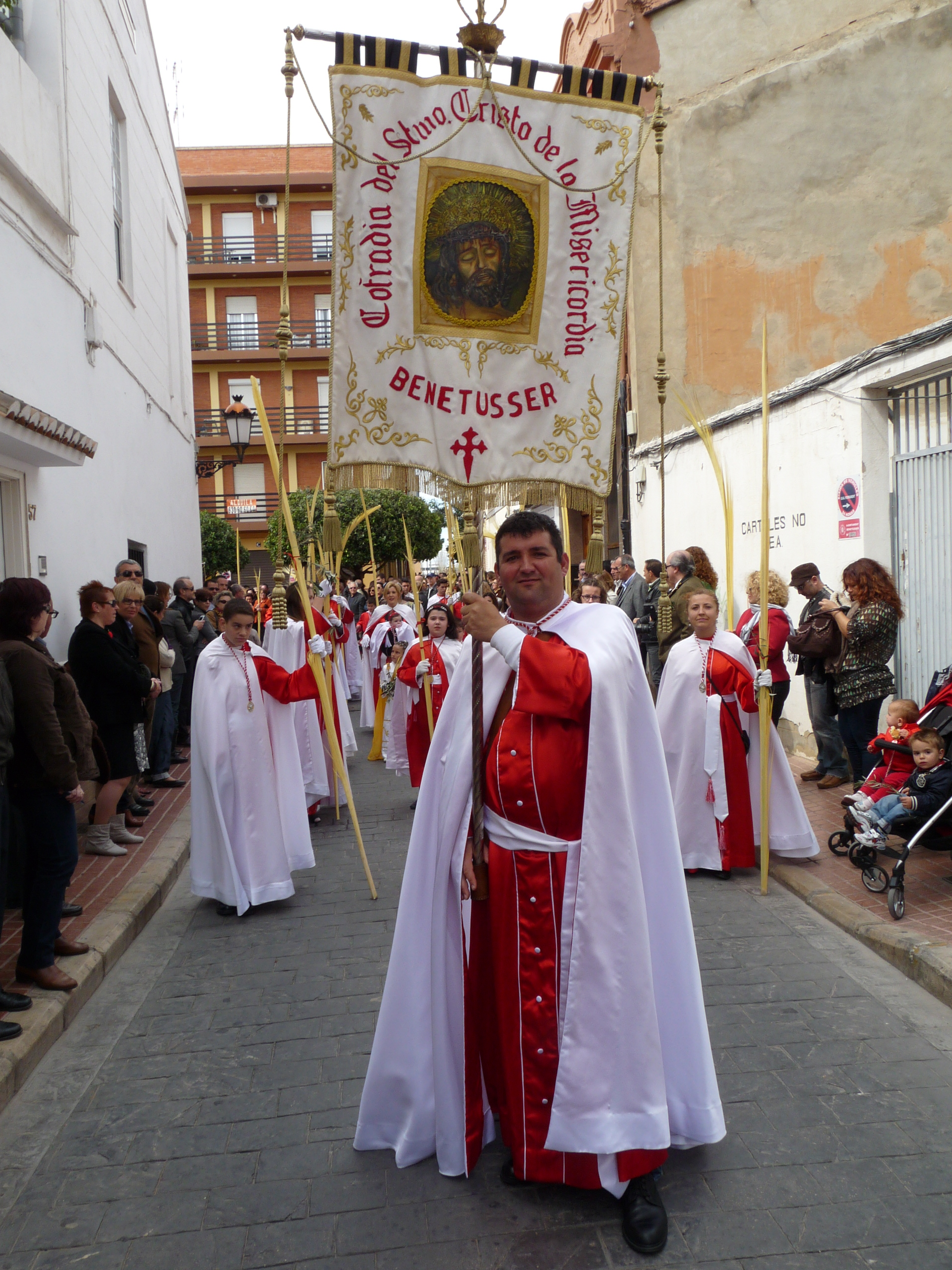
Santíssim Crist de la Misericòrdia.
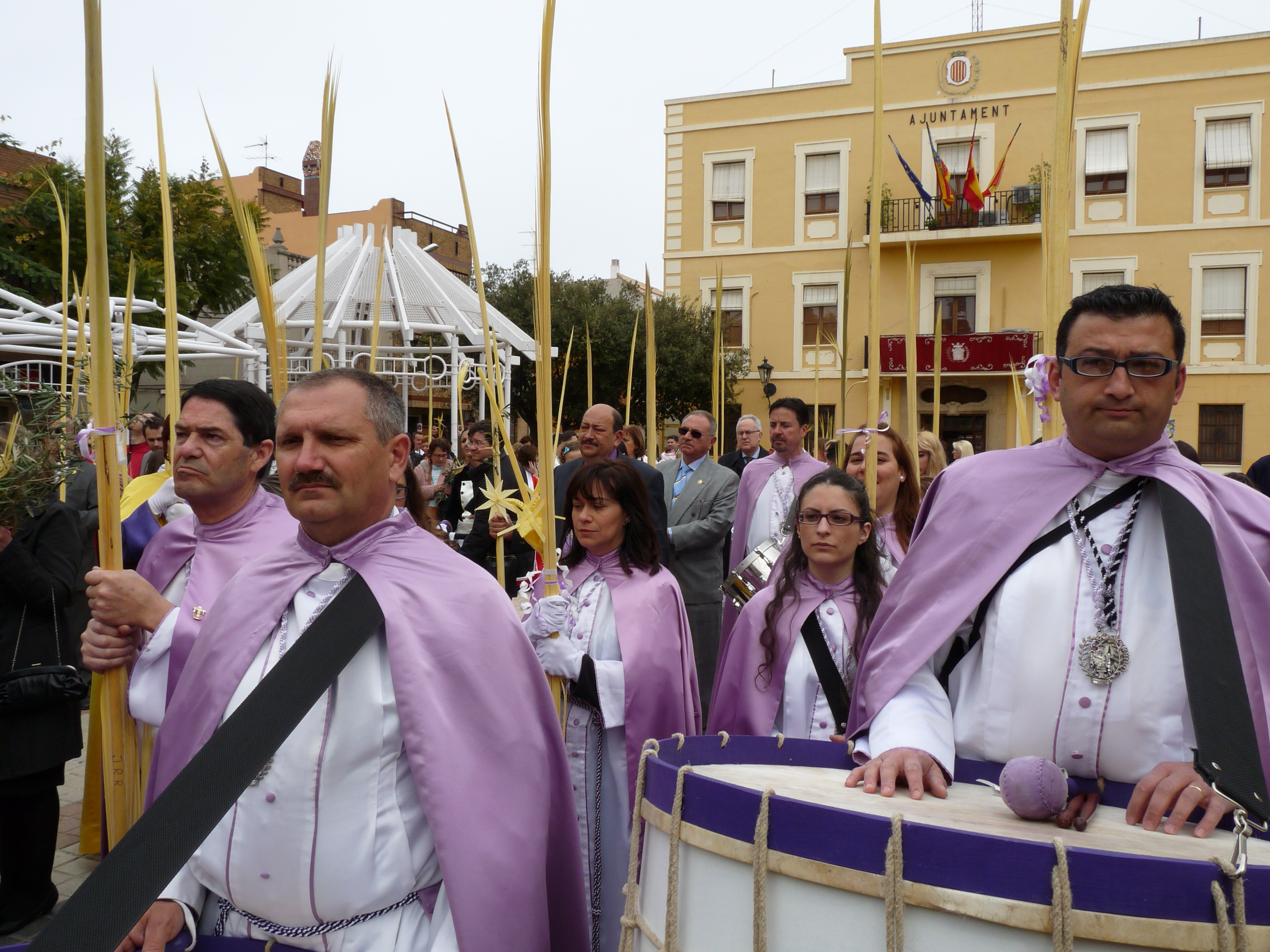
Sant Davallament i Crist Ressuscitat.
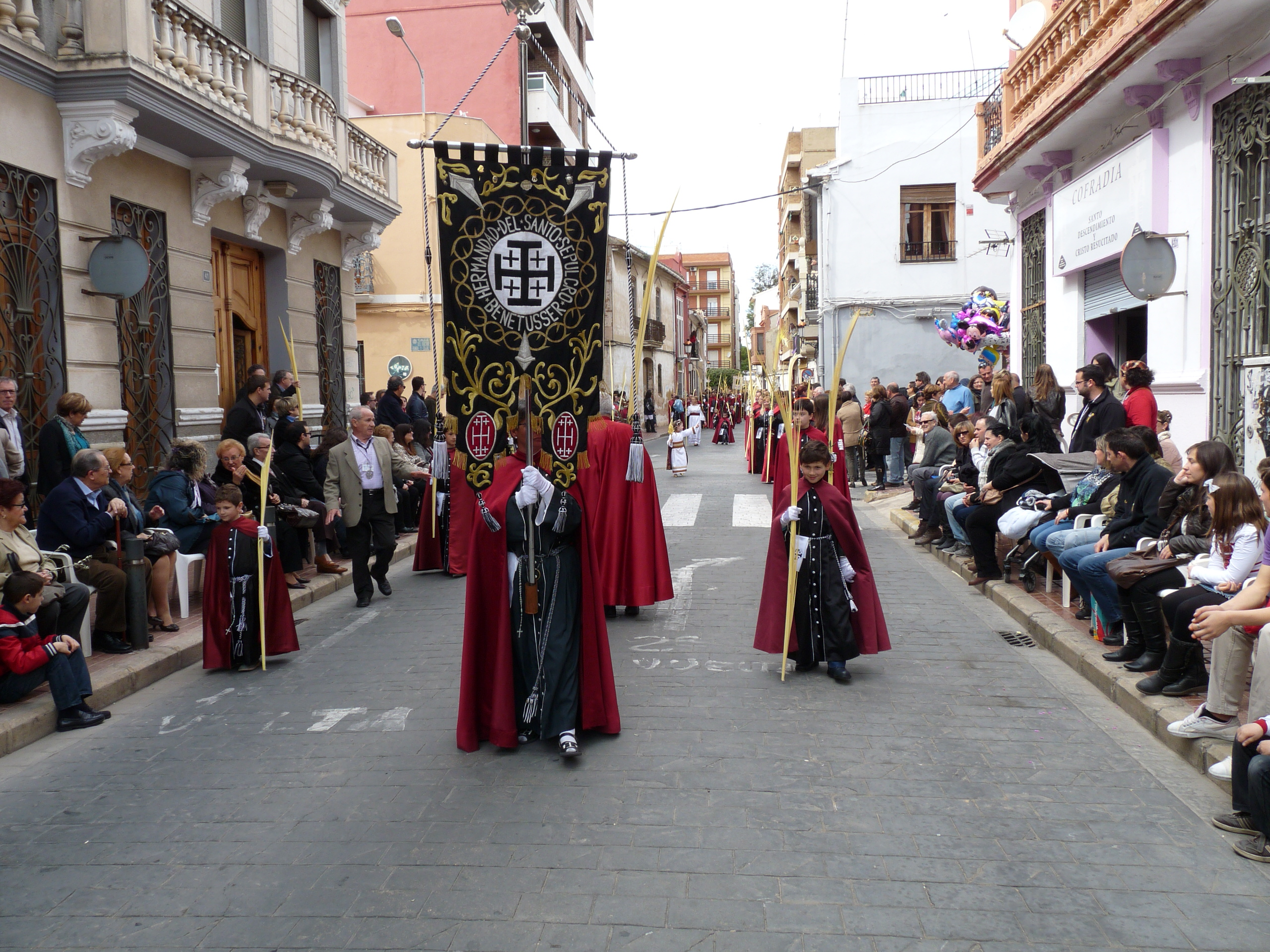
Sant Sepulcre.
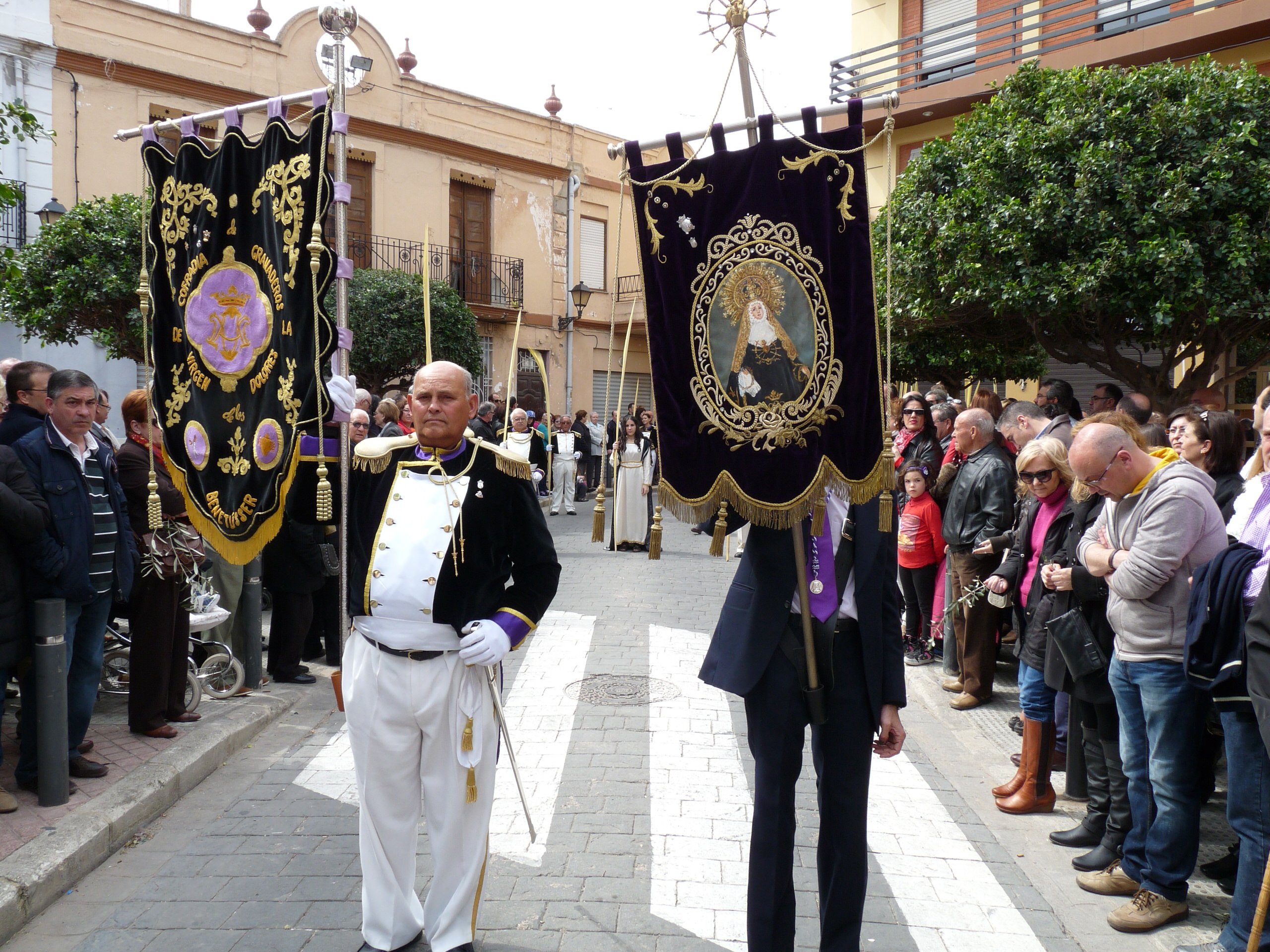
Mare de Déu dels Dolors i Granaders de la Mare de Déu.

## Actes de la Setmana Santa de Benetússer
Les huit confraries de Benetússer il·luminen un total de 9 passos diferents, que es descriuen dins de la confraria propietària de cada pas, i celebren un total de 9 processons:
| Dia                     | Matí | Vesprada | Nit |
| Diumenge de Rams        | - Missa a la Capella del Patronat - Solemne benedicció de les Palmes i Rams - Processó de les Palmes acompanyant a Jesús en la ruca - Representació pel Grup la Passió de diverses estampes sacres relacionades amb l'entrada de Jesús a Jerusalem | | |
| Dilluns Sant            | | - Besapeus al Santíssim Crist de la Misericòrdia | - Processó de la Santa Vera Creu |
| Dimarts Sant            | | - Missa en honor de la Verge dels Dolors | - Processó de la Verge dels Dolors |
| Dimecres Sant           | | | - Viacrucis Penitencial presidit pel Santíssim Crist de la Misericòrdia |
| Dijous Sant             | | - Missa de commemoració litúrgica del Llavatori de peus als Apòstols i Institució de l'Eucaristia                                                                                         | - Representació pel Grup La Passió de diverses estampes sacres: l'últim sopar, l'oració a l'hort, El prendiment de Jesús i el juí al Sanedrí - Processó del Silenci presidida pel Jesús Natzaré                                                                               |
| Divendres Sant          | - Representació pel Grup La Passió de diverses estampes sacres: Juí de Jesús davant Pilat i Juí de Jesús davant Herodes - Processó del Carrer de l'Amargor, en la qual el Grup La Passió representarà diverses estampes sacres: les tres caigudes, trobada amb la seua mare, Magdalena, Salomé i Joan, Ajuda de Simó de Cirene, Gest piadós de la Verònica, Ascens al Mont Calvari, Crucifixió i Mort de Jesús. | - Litúrgia del Divendres Sant amb la participació de la Coral de la Nostra Senyora del Socors i la Confraria del Santíssim Crist de la Misericòrdia - Exposició dels passos processionals | - Representació pel Grup La Passió de l'estampa sacra del Davallament - Processó del Sant Enterrament amb la presència de tots els passos (Sant Calze, Jesús Natzaré, Santíssim Crist Misericòrdia, Davallament, Pietat, Vera Creu, Sant Sepulcre i Mare de Déu dels Dolors). |
| Dissabte Sant           | | - Vigília pasqual cantada per la Coral de la Nostra Senyora del Socors | - Representació pel Grup La Passió de l'estampa sacra de la Resurrecció del Senyor - Processó de la Resurrecció presidida pel Crist Ressuscitat |
| Diumenge de Resurrecció | - Solemne missa al temple parroquial - Processó de la Trobada, presidida pel Sagrat Cor de Jesús i la Mare de Déu dels Dolors - La trobada de Jesús i la seua mare - Solemne missa en la plaça de l'Ajuntament - Continuació de la Processó de la Trobada - Cercaviles dels caramels | | |

Escenes sacres i imatges processionals
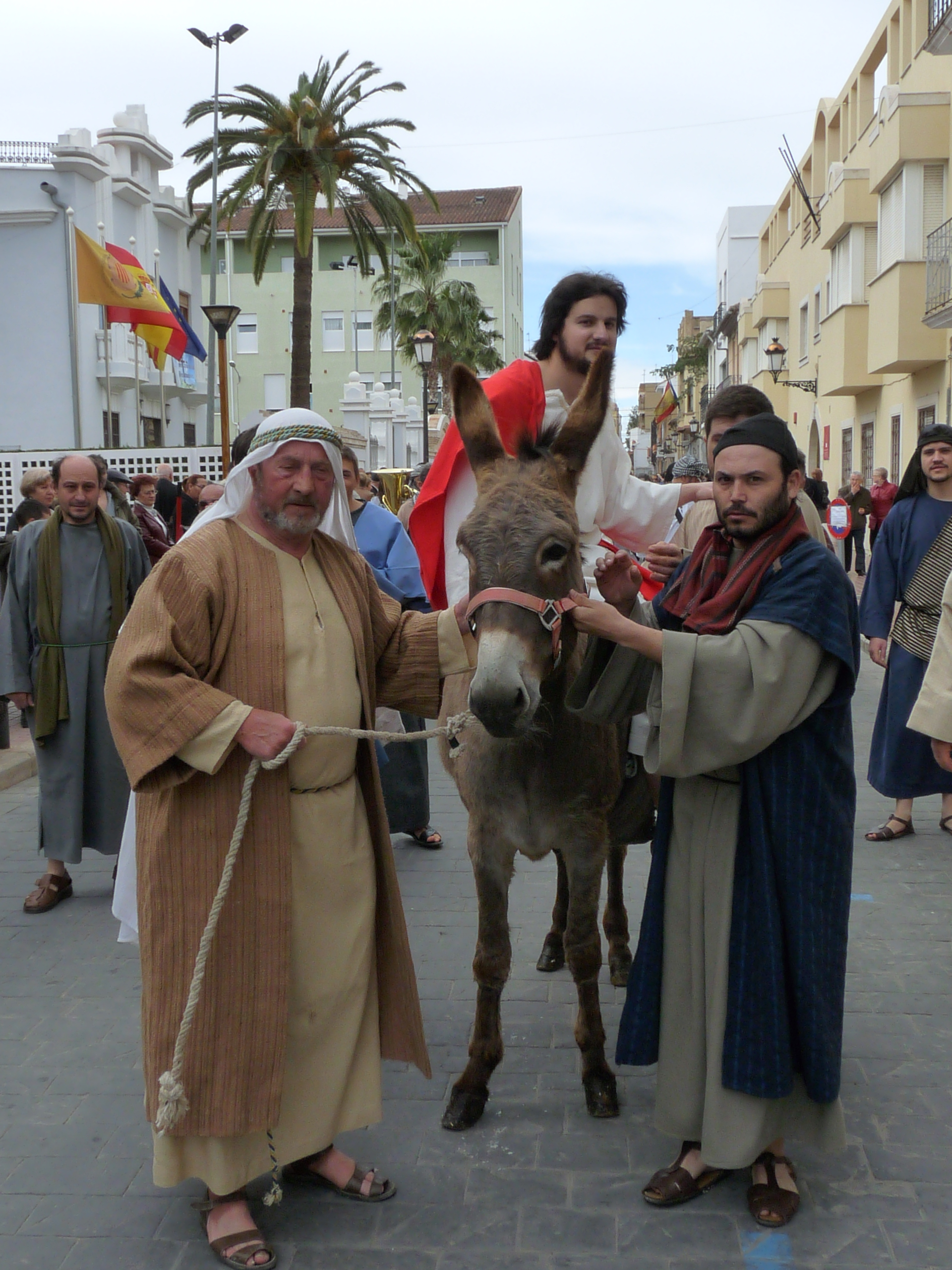
Representació de l'entrada triomfal a Jerusalem.
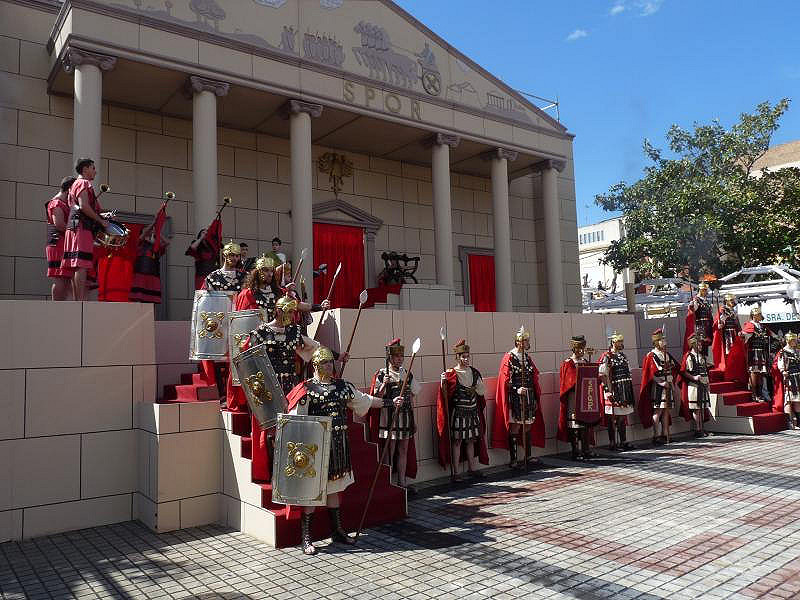
Representació del Juí davant Pilat.
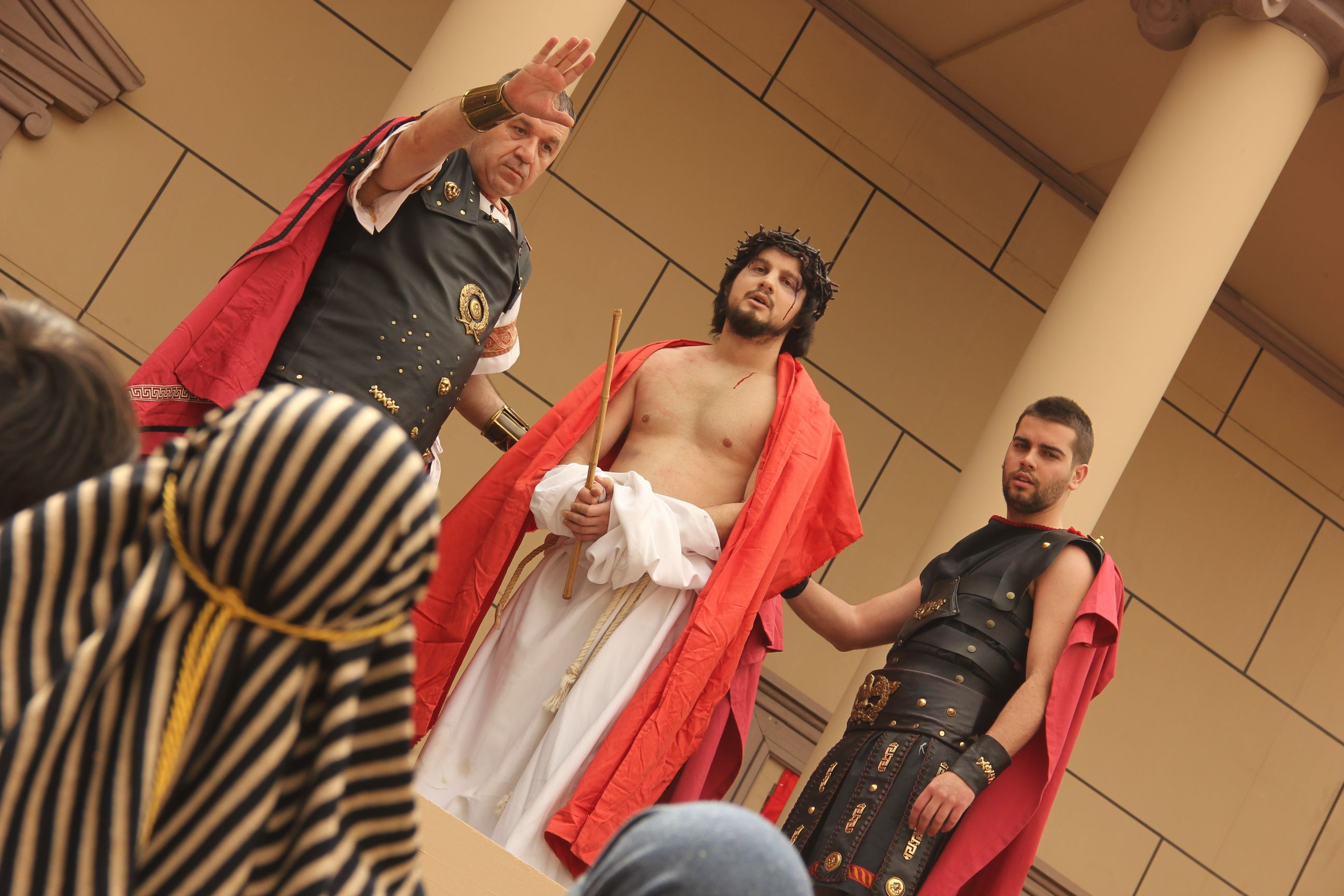
Representació del Juí davant Pilat.
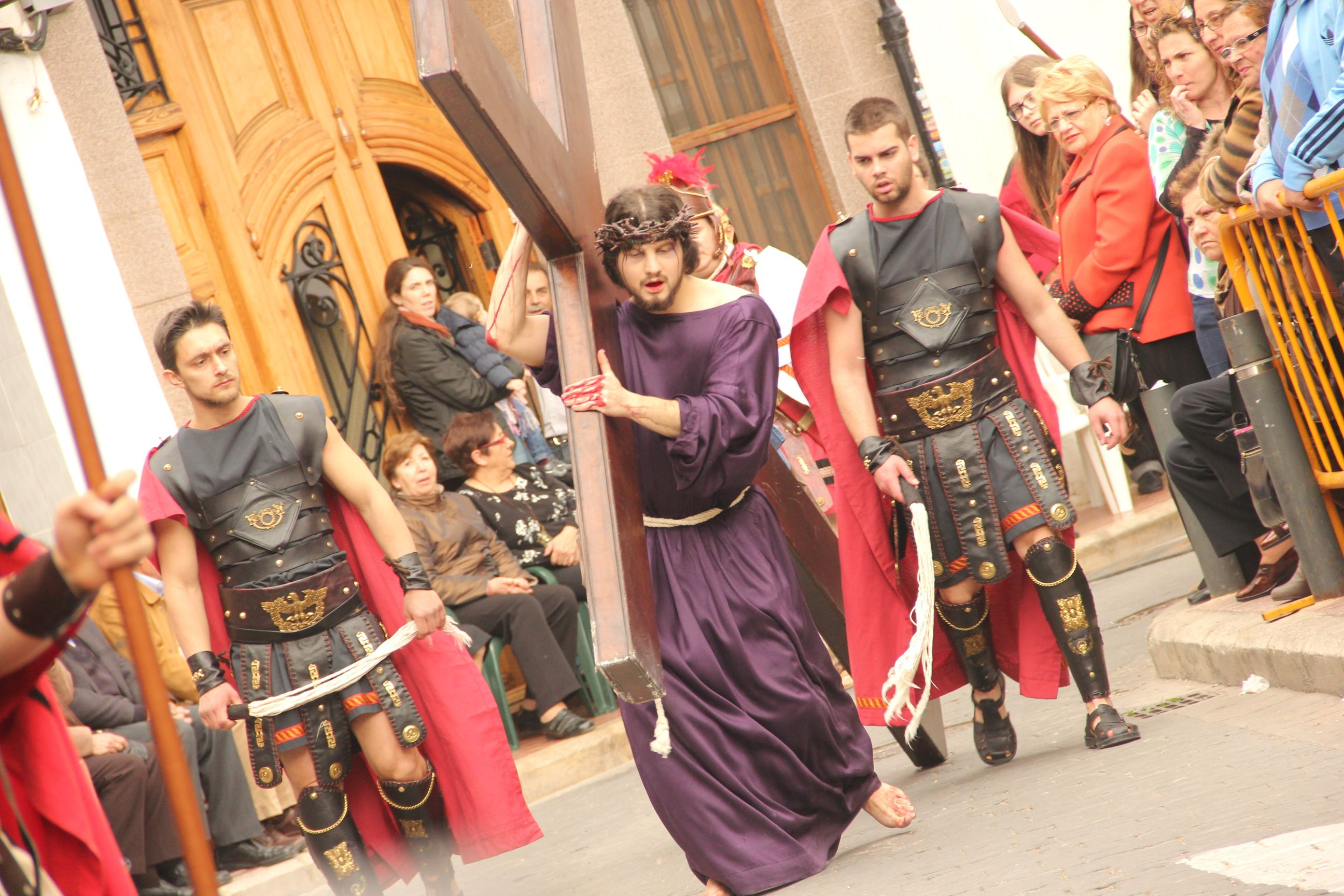
Processó del Carrer de l'Amargor.
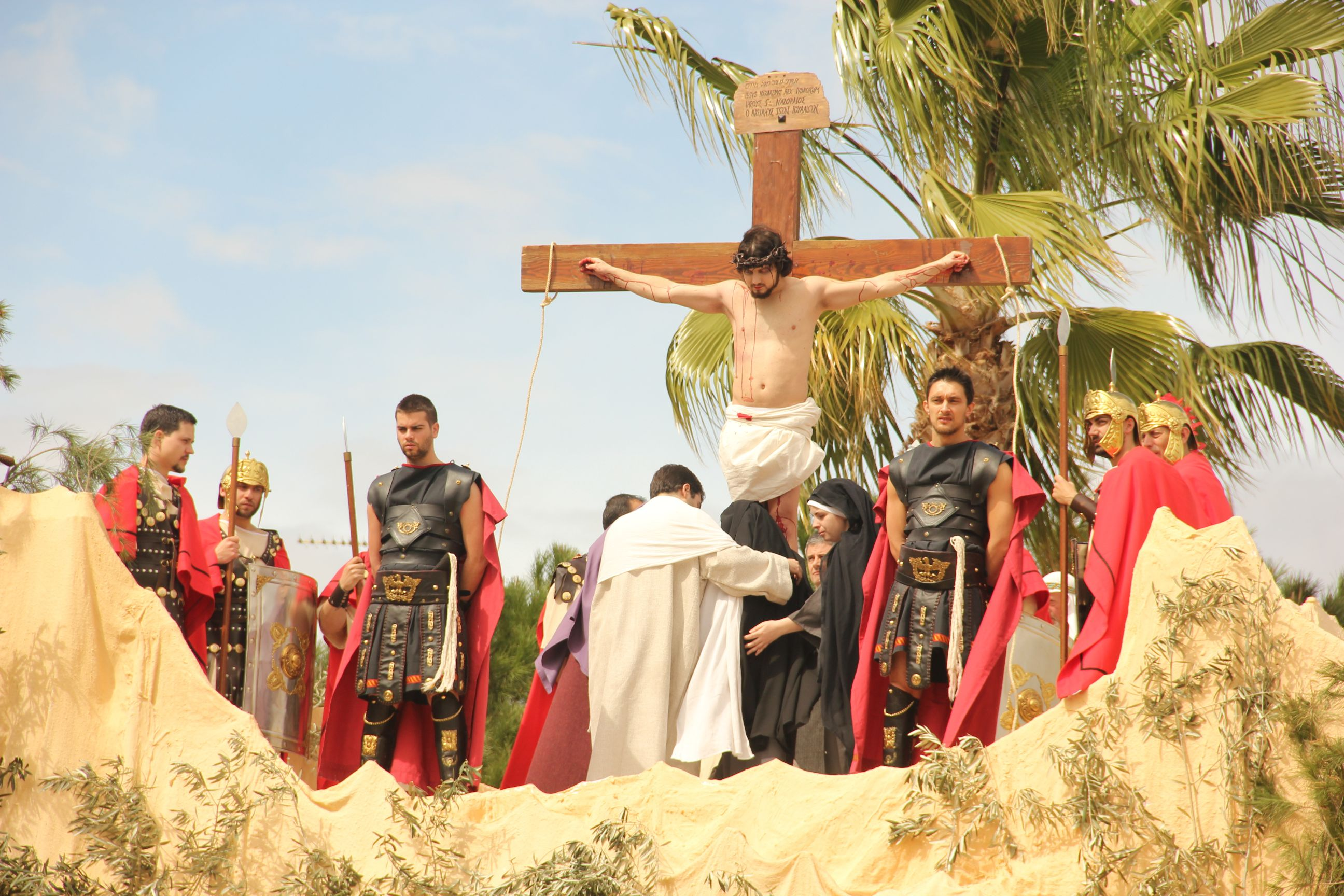
Representació de la Crucifixió de Jesús.
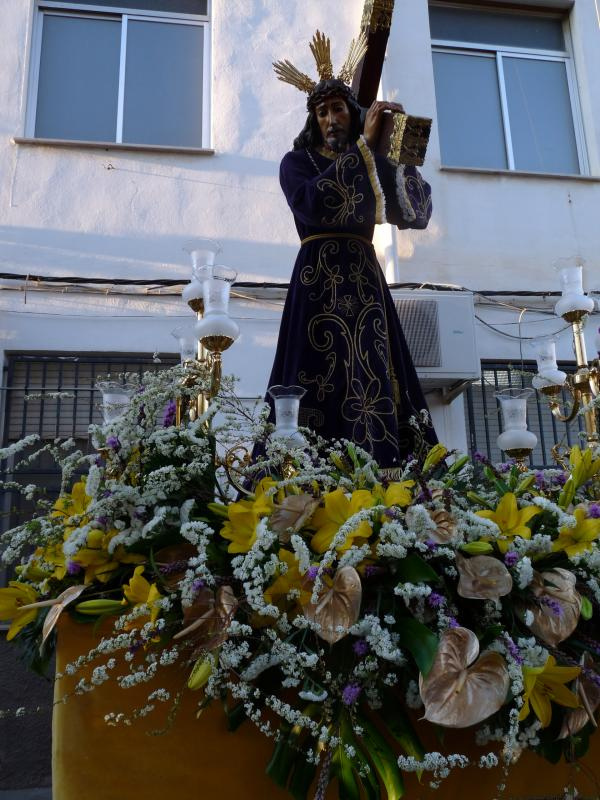
Pas de Jesús Natzaré.
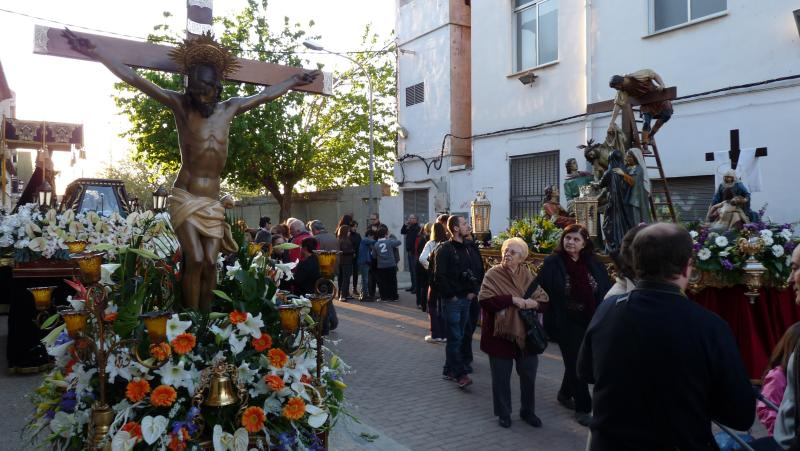
Pas del Santíssim Crist de la Misericòrdia.
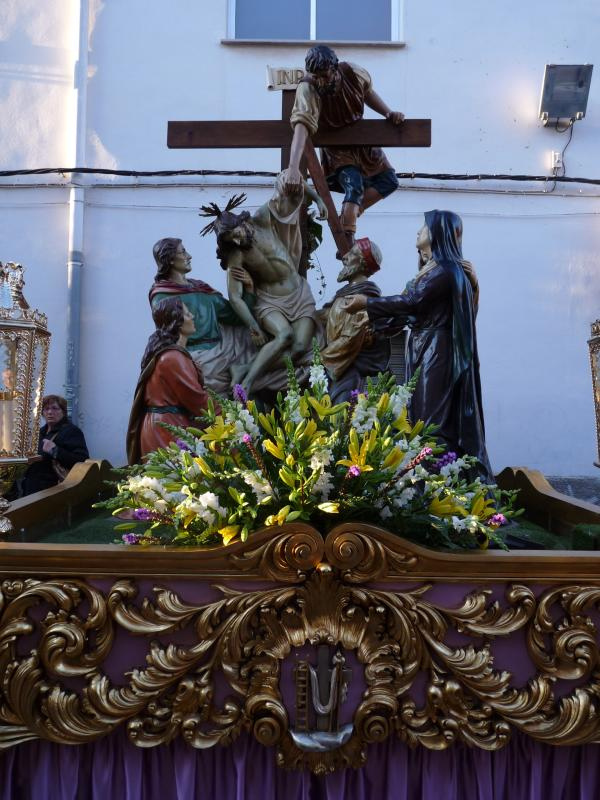
Pas del Sant Davallament.
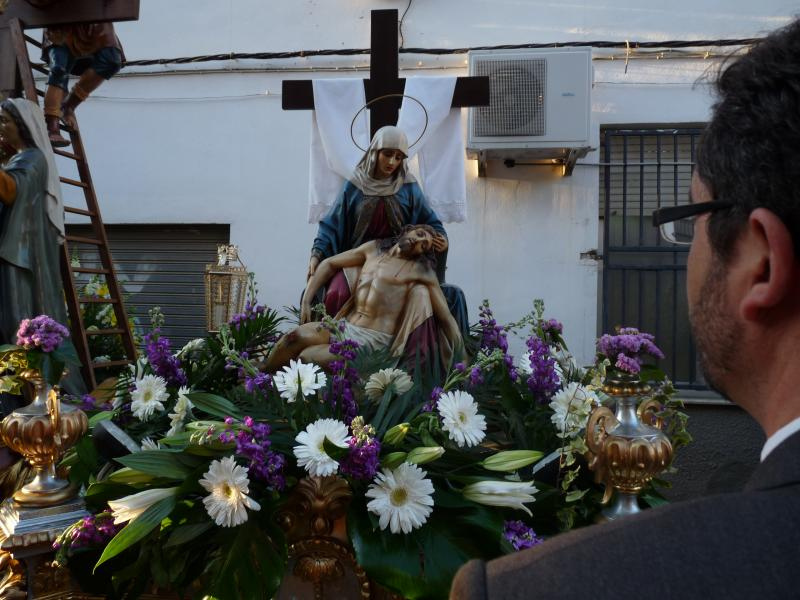
Pas de la Pietat.
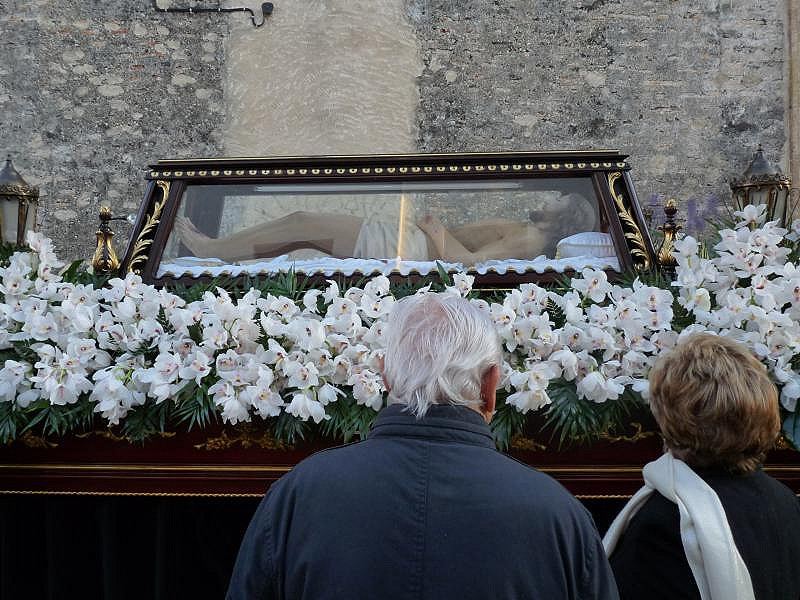
Pas del Sant Sepulcre.
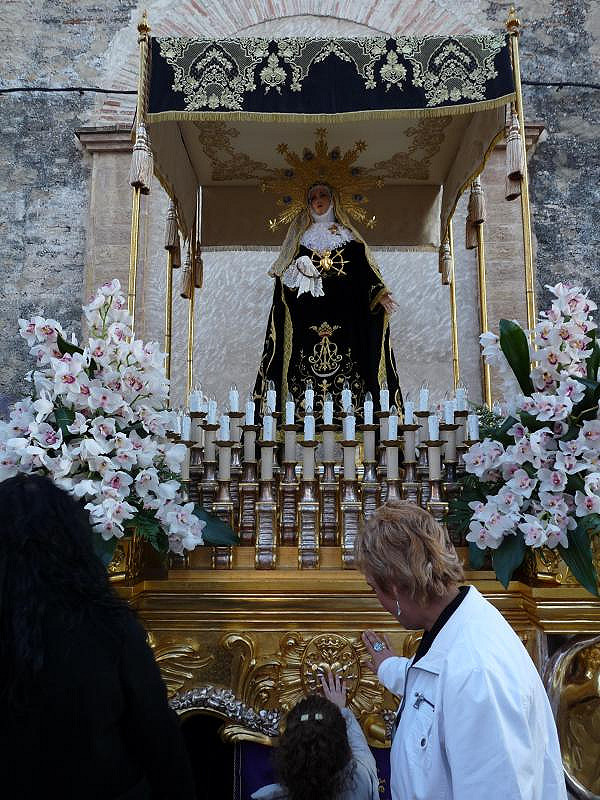
Pas de la Mare de Déu dels Dolors.
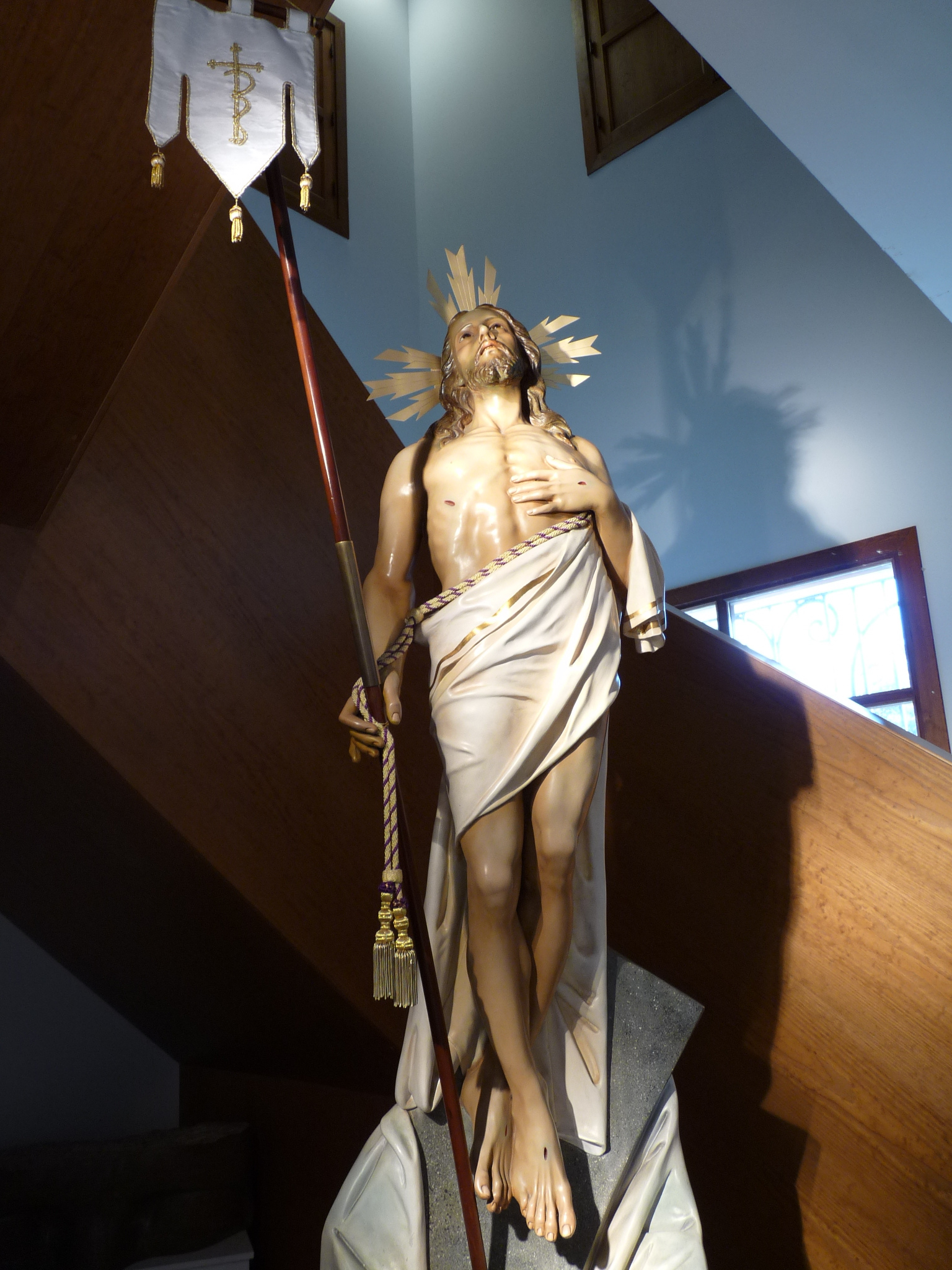
Pas de Jesús Ressuscitat.

## Rècord Guiness
El Jutge de Pau de la localitat, Juan José Martínez, el diumenge 6 d'abril de 2008, a les 9.00 hores del matí, va verificar el rècord aconseguit a la localitat, el qual consistia en una línia de més d'un quilòmetre de monedes de cinc cèntims, en total, 1.070,76 metres. Aquest fet va ser organitzat per la Junta Central de Setmana Santa en col·laboració amb la regidoria de Festes. La marca es va aconseguir sobre les 2.00 hores de la matinada, dèsset hores després de l'inici de la prova. Les monedes recaptades es van utilitzar per restaurar els escenaris i l'attrezzo de la Setmana Santa de la localitat, ja que comptaven amb més de mig segle d'existència.